# Panonska djetelina
Panonska djetelina (djeteljina klasnata, lat. Trifolium pannonicum), vrsta djeteline, porodica mahunarki, rasprostranjena na podtučju Europe, uključujući Hrvatsku.
Višgodišnja zeljasta biljka. Stabljika naraste od 40 do 80cm.

## Podvrste
- Trifolium pannonicum subsp. jurkovskii Kožuharov
- Trifolium pannonicum subsp. pannonicum